# Henri Kretzschmar
Henri Kretzschmar ou Kretzchmar, né le 18 mai 1896, est un grand nom du commerce de fourrure. Sous captivité lors de la Première Guerre mondiale, il pratique après-guerre le basket-ball et occupe le poste de président de la Ligue de Nord de basket-ball, celui de vice-président de la FFBB et celui de sélectionneur de l'équipe de France. Il devient par ailleurs le président de l'Olympique lillois jusqu'en 1940 puis vice-président du LOSC jusqu'à sa mort à Lille le 30 mars 1956.

## Biographie
Henri Kretzschmar est né le 18 mai 1896 à Paris. À l'âge de 18 ans, il est capturé en Allemagne lors de la Première Guerre mondiale, parti là-bas pour apprendre le métier de la fourrure. Il retrouve la liberté et revient sur Lille en 1918.
De là, il pratique le basket-ball. Par la suite, ses compétences dans ce sport l'amène à occuper la présidence de la Ligue du Nord (ou Ligue des Flandres) ainsi que la vice-présidence de la Fédération française de basket-ball. Sa consécration vient en devant le sélectionneur de l'équipe de France de basket-ball. Il est notamment le sélectionneur de la France lors du championnat d'Europe de basket-ball 1937, dans lequel la France est médaillée de bronze.
Par amitié avec Henri Jooris, il rentre dans le comité directeur de l'Olympique lillois (ou OL). Après les décès de Henri Jooris et Gilbert Caullet, alors président du club, il en devient le président en 1940. Au sein de l'Olympique Iris Club lillois, structure qui succède à l'OL, où il est vice-président,, Kretzschmar est un grand partisan de la fusion du club avec le Sporting Club fivois (SCF). Il propose dès 1943 une fusion avec le SCF, que le club refuse dans un premier temps.
Après de nombreuses négociations, la fusion entre les deux clubs est effective en 1944 et donne naissance au Lille OSC (ou LOSC). Il est alors vice-président du LOSC et un « fidèle collaborateur » de Louis Henno, président du LOSC. Il occupe ce poste jusqu'à sa mort en 1956.